# مارسيا تاكر
مارسيا تاكر (بالإنجليزية: Marcia Tucker)‏ هي صحفية أمريكية، ولدت في 11 أبريل 1940 في بروكلين في الولايات المتحدة، وتوفيت في 17 أكتوبر 2006 في سانتا باربارا في الولايات المتحدة.